# Alfred Egerton
Sir Alfred Charles Glyn Egerton est un chimiste britannique, spécialiste de la chimie physique et de la combustion né le 11 octobre 1886 et décédé le 7 septembre 1959.

## Biographie
Après des études au collège d'Eton, il entre à l'University College de Londres en 1904 où il étudie la chimie sous la tutelle de William Ramsay. Après l'obtention de son diplôme en 1908, il effectue un stage à l'Université de Lorraine.
En 1909, il est embauché comme instructeur par l'Académie royale militaire de Woolwich où il travaille sur les oxydes d'azote. Devenu sous-lieutenant, il entre la même année à l'University College de Londres au titre de l'Officers' Training Corps.
En 1913, il entre dans le laboratoire de Walther Nernst à Berlin. Il en repartira l'année suivante au cours de la crise de juillet qui précède le déclenchement de la Première Guerre mondiale,.
Après un court passage aux Coldstream Guards, il entre au ministère de l'armement, où il travaillera sur la crise des obus de 1915 et la production d'ammoniac. En 1919, il sera chargé d'étudier le procédé Haber utilisé en Allemagne.
Peu après, il entre au Laboratoire Clarendon de l'Université d'Oxford où il succède à Henry Tizard comme lecteur en thermodynamique en 1923. Après avoir travaillé sur la vaporisation des métaux, il se tourne vers l'étude des flammes et les problèmes de combustion, en particulier sur les problèmes de cliquetis des moteurs. Durant cette période, il est nommé dans diverses autorités administratives indépendantes : Department of Scientific and Industrial Research, Fuel Research Board, Heating and Ventilating Research Committee, Engine Committee de la Commission de la recherche aéronautique, Water Pollution Board et Advisory Committee of the London, Midland and Scottish Railway.
En 1936 il est nommé à la chaire de technologie chimique de l'Imperial College qu'il quittera en 1952. Durant la Seconde Guerre mondiale, il est membre du comité scientifique du cabinet de guerre et président du Fuel and Propulsion Committee de l'amirauté. En 1943, il est nommé à Washington pour réorganiser le British Central Scientific Office.

## Distinctions
- Membre de la Royal Society (Fellow of the Royal Society, FRS) en 1935.
- Anobli en 1943.
- L'Institut de la combustion a créé la médaille d'or Alfred Egerton en 1958[3].